# Dairo José Esalas
Dairo José Esalas (ur. 27 stycznia 1974 w San Onofre) – kolumbijski bokser, uczestnik Igrzysk Olimpijskich w Atlancie.

## Kariera amatorska
W 1995 r., Esalas zdobył srebrny medal w kategorii lekkiej podczas 1.Igrzysk Pacyfiku i Oceanii. W finale przegrał z reprezentantem Kanady Caseyem Pattonem. Podczas Igrzysk w Atlancie, Esalas startował w kategorii lekkopółśredniej. W swojej pierwszej walce przegrał z reprezentantem Seszele Gerrym Legrasem. Kolumbijczyk wystąpił na Igrzyskach, mimo iż w 1994 r. zadebiutował na ringu zawodowym.

## Kariera zawodowa
Po świetnej passie 24. wygranych z rzędu, Esalas zmierzył się z również niepokonanym Julio Díazem. Kolumbijczyk miał przewagę w początkowej fazie walki, doprowadzając nawet do liczenia Meksykanina w drugiej rundzie. W 4. rundzie Díaz znokautował rywala i po tym pojedynku przystąpił do eliminatora IBF w kategorii lekkiej. Po porażce z Díazem większość pojedynków Kolumbijczyka zakończyła się jego porażką. 24 września 2004 r., Esalas sprawił sensację, pokonując niejednogłośnie na punkty medalistę olimpijskiego z Atlanty, Terrance’a Cauthena. Ostatnią wygraną walkę stoczył 30 listopada 2007 r., również niespodziewanie pokonując byłego mistrza świata kategorii lekkopółśredniej, DeMarcusa Corleya. Karierę zakończył w 2009 r.